# Grand Prix automobile des États-Unis 2018
GP précédent GP suivant
Le Grand Prix automobile des États-Unis 2018 (Formula 1 2018 Pirelli United States Grand Prix) disputé le 21 octobre 2018 sur le circuit des Amériques, est la 994e épreuve du championnat du monde de Formule 1 courue depuis 1950. Il s'agit de la 43e édition du Grand Prix des États-Unis et de la trente-cinquième comptant pour le championnat du monde de Formule 1. Ce septième Grand Prix disputé sur ce circuit situé à Austin (Texas) est la dix-huitième manche du championnat 2018.
Lewis Hamilton réalise sa troisième pole position consécutive à Austin, sa neuvième de la saison et porte son record à quatre-vingt-un départs en tête. Lors de la troisième phase des qualifications, il devance de peu Sebastian Vettel à chacune de leurs deux tentatives : 88 millièmes de seconde puis 61 millièmes en se montrant les deux fois le meilleur dans le troisième secteur du circuit. Comme le pilote allemand, pénalisé pour n'avoir pas suffisamment ralenti sous drapeau rouge durant les premiers essais libres, doit reculer de trois places sur la grille de départ, Kimi Räikkönen, plus rapide que Valtteri Bottas, part en première ligne aux côtés d'Hamilton. Les quatre premiers des qualifications, séparés de quelques millièmes de seconde, ont creusé un gouffre avec le reste du plateau : Daniel Ricciardo, qui se place derrière Bottas en deuxième ligne, est relégué à plus d'une seconde. Vettel s'élance en troisième ligne devant Esteban Ocon. Nico Hülkenberg et Romain Grosjean, en quatrième ligne, précédent Charles Leclerc et Sergio Pérez. Max Verstappen, qui a détruit la suspension arrière droite de sa Red Bull RB14 sur un vibreur lors de la première phase qualificative, termine quinzième des qualifications mais part depuis la neuvième ligne en raison d'une pénalité.
Kimi Räikkönen, en remportant son vingt-et-unième succès en Formule 1, devient l'unique recordman finlandais victorieux, devant Mika Hakkinen. Il a dû attendre 114 Grands Prix depuis sa dernière victoire à l'ouverture de la saison 2013 en Australie sur Lotus-Renault, ainsi que 179 courses au volant d'une Ferrari (son dernier succès en rouge remontant au Grand Prix de Belgique 2009) pour gagner à nouveau, quelques jours après avoir fêté ses 39 ans. Il doit sa victoire à son excellent départ en pneumatiques ultra-tendres  qui lui permet de dépasser Lewis Hamilton au premier virage, et à une meilleure stratégie dans la gestion des pneus puisque Mercedes se fourvoie en arrêtant son quadruple champion du monde à deux reprises durant la course. Cette victoire empêche Lewis Hamilton d'être sacré champion du monde à l'issue de l'épreuve et préserve les chances de son coéquipier Sebastian Vettel, arrivé quatrième, de rester en lutte pour le titre mondial.
Hamilton est plusieurs fois virtuellement quintuple champion du monde durant les cinquante-six tours de la course, notamment lorsque Vettel part, une nouvelle fois cette année, en tête-à-queue dès le premier tour en tentant de dépasser Daniel Ricciardo pour le gain de la quatrième place et se relance en quinzième position ; ou encore, lorsqu'il mène la course au onzième tour puis entre les vingt-deuxième et trente-septième alors que Vettel roule loin de la deuxième place. Son deuxième arrêt au stand, quand tous ses rivaux n'en effectuent qu'un, le repousse en quatrième position. Devant lui, roulent son coéquipier Valtteri Bottas, qui le laisse rapidement passer, Max Verstappen, revenu du dix-huitième rang sur la grille, et Räikkönen qui reprend les commandes. La fin de course porte le suspense à son paroxysme : alors que les trois premiers roulent groupés dans les derniers tours, Hamilton attaque Verstappen pour essayer d'enlever le titre mais la passe d'armes tourne à l'avantage du pilote néerlandais qui parvient à terminer deuxième et est élu « pilote du jour ». Pendant ce temps, Vettel ravit la quatrième place à Bottas. À l'arrivée, Hamilton prend trois nouveaux points d'avance sur Vettel et n'en a plus que cinq à marquer en trois courses pour enlever son cinquième titre mondial, quels que soient les résultats de son rival.  Les pilotes Renault tirent leur épingle du jeu, Nico Hülkenberg et Carlos Sainz Jr. se classant respectivement sixième et septième. Peu au fait des péripéties de la course alors qu'il se battait pour la victoire, Räikkönen retrouve Hamilton dans la chambre de repos avant le podium et lui demande : « Alors, tu as gagné le championnat ou pas ? » Fidèle à son image, Iceman dit aussi : « Je suis plus heureux que si j'étais deuxième. »
Esteban Ocon et Kevin Magnussen huitième et neuvième sous le drapeau à damier sont tous deux disqualifiés sur « tapis vert » en raison d'infractions constatées quant à la consommation en carburant ; le pilote Force India est pénalisé pour un débit d'essence instantané supérieur à la limite autorisée et celui de la Haas, en raison d'une consommation au-delà des 105 kilos de carburant réglementaires. Ainsi, Sergio Pérez récupère la huitième place, alors que Brendon Hartley et Marcus Ericsson, arrivés hors des points, sont reclassés neuvième et dixième. 
Lewis Hamilton totalise désormais 346 points au classement pilotes, 70 de plus que Sebastian Vettel (276 points) et peut se contenter d'une septième place au Grand Prix du Mexique pour s'adjuger le titre quel que soit le résultat de son rival allemand. Kimi Räikkönen (221 points) reprend la troisième place à Valtteri Bottas (217 points) tandis qu'au cinquième rang, Max Verstappen (191 points) prend le large par rapport à son coéquipier Daniel Ricciardo (146 points). Nico Hülkenberg est le « meilleur des autres » avec 61 points.  Au classement des constructeurs, Mercedes Grand Prix (563 points) se rapproche d'une cinquième couronne consécutive avec 66 points d'avance sur Ferrari (497 points) ; suivent Red Bull Racing (337 points), Renault (106 points), Haas (84 points), McLaren (58 points), Racing Points Force India (47 points), Toro Rosso (32 points), Sauber (28 points) et Williams (7 points).

## Pneus disponibles
| Pneus pour piste sèche | Pneus pour piste sèche | Pneus pour piste sèche | Pneus pluie    | Pneus pluie |
| ---------------------- | ---------------------- | ---------------------- | -------------- | ----------- |
| Ultra tendres          | Super tendres          | Tendres                | Intermédiaires | Pluie       |

## Contexte
Lewis Hamilton prend le départ du Grand Prix avec 67 points d'avance sur Sebastian Vettel. Du fait qu'il n'y a plus ensuite qu'un maximum de 75 points à prendre pour le vainqueur, le Britannique peut être sacré champion du monde pour la cinquième fois de sa carrière dès l'issue de l'épreuve s'il marque 8 points de plus que son rival allemand. En effet, même s'ils arrivaient à égalité au terme du championnat, Hamilton l'emporterait au nombre de victoires. 
Un troisième doublé Mercedes consécutif, après les Grands Prix de Russie et du Japon, une victoire tandis que Vettel ne fait pas mieux que troisième ou une deuxième place si Vettel se classe en deçà du cinquième rang, et n'importe quel résultat de la première à la sixième place si Vettel ne termine pas la course, constituent plusieurs cas de figure qui permettraient à Hamilton d'être mathématiquement vainqueur du championnat 2018.

## Essais libres

### Première séance, le vendredi de 10 h à 11 h 30
| Pos. | Pilote           | Voiture            | Chrono         | Écart     |
| ---- | ---------------- | ------------------ | -------------- | --------- |
| 1    | Lewis Hamilton   | Mercedes           | 1 min 47 s 502 |           |
| 2    | Valtteri Bottas  | Mercedes           | 1 min 48 s 806 | + 1 s 304 |
| 3    | Max Verstappen   | Red Bull-TAG Heuer | 1 min 48 s 847 | + 1 s 345 |
| 4    | Daniel Ricciardo | Red Bull-TAG Heuer | 1 min 49 s 326 | + 1 s 824 |
| 5    | Sebastian Vettel | Ferrari            | 1 min 49 s 489 | + 1 s 987 |
| 6    | Kimi Räikkönen   | Ferrari            | 1 min 49 s 928 | + 2 s 462 |

- Sean Gelael, pilote-essayeur chez Scuderia Toro Rosso, remplace Brendon Hartley au volant de la Toro Rosso STR13 lors de cette séance d'essais[3].
- Lando Norris, pilote-essayeur chez McLaren Racing, remplace Stoffel Vandoorne au volant de la McLaren MCL33 lors de cette séance d'essais[4].
- Cette séance d'essais se déroule sur piste mouillée, sous un ciel gris par de basses températures, et les pilotes tournent en pneus intermédiaires[5]. Lewis Hamilton, qui ne boucle que six tours du circuit, réalise le meilleur temps de la session en devançant de plus d'une seconde son coéquipier Valtteri Bottas. Les Ferrari, qui ont effectué beaucoup plus de tours (18 pour Vettel et 20 pour Räikkönen) sont repoussées à deux secondes[2].

### Deuxième séance, le vendredi de 14 h à 15 h 30
| Pos. | Pilote          | Voiture            | Chrono         | Écart     |
| ---- | --------------- | ------------------ | -------------- | --------- |
| 1    | Lewis Hamilton  | Mercedes           | 1 min 48 s 716 |           |
| 2    | Pierre Gasly    | Toro Rosso-Honda   | 1 min 49 s 728 | + 1 s 012 |
| 3    | Max Verstappen  | Red Bull-TAG Heuer | 1 min 49 s 798 | + 1 s 082 |
| 4    | Fernando Alonso | McLaren-Renault    | 1 min 51 s 728 | + 3 s 012 |
| 5    | Nico Hülkenberg | Renault            | 1 min 52 s 208 | + 3 s 429 |
| 6    | Brendon Hartley | Toro Rosso-Honda   | 1 min 52 s 505 | + 3 s 789 |

- La pluie tombe sur le circuit des Amériques au début et à la fin de cette session et la piste, gorgée d'eau, reste vide durant plus de 45 minutes avant que les pilotes ne sortent des garages en pneus intermédiaires ou pneus pluie[7]. Lewis Hamilton ne boucle que trois tours pour battre de plus d'une seconde le temps réalisé par Pierre Gasly. Les Ferrari, à la peine dans ces conditions particulières, tournent à plus de quatre secondes de la Mercedes du quadruple champion du monde britannique[6],[7].

### Troisième séance, le samedi de 13 h à 14 h
| Pos. | Pilote           | Voiture            | Chrono         | Écart     |
| ---- | ---------------- | ------------------ | -------------- | --------- |
| 1    | Sebastian Vettel | Ferrari            | 1 min 33 s 797 |           |
| 2    | Kimi Räikkönen   | Ferrari            | 1 min 33 s 843 | + 0 s 046 |
| 3    | Lewis Hamilton   | Mercedes           | 1 min 33 s 870 | + 0 s 073 |
| 4    | Valtteri Bottas  | Mercedes           | 1 min 34 s 556 | + 0 s 759 |
| 5    | Max Verstappen   | Red Bull-TAG Heuer | 1 min 34 s 703 | + 0 s 906 |
| 6    | Daniel Ricciardo | Red Bull-TAG Heuer | 1 min 34 s 910 | + 1 s 113 |

## Séance de qualifications

### Résultats des qualifications
| Pos.                                                                                      | Pilote            | Écurie                            | Qualifications 1 | Qualifications 2 | Qualifications 3 |
| ----------------------------------------------------------------------------------------- | ----------------- | --------------------------------- | ---------------- | ---------------- | ---------------- |
| 1                                                                                         | Lewis Hamilton    | Mercedes                          | 1 min 34 s 130   | 1 min 33 s 480   | 1 min 32 s 237   |
| 2                                                                                         | Sebastian Vettel  | Ferrari                           | 1 min 34 s 659   | 1 min 33 s 079   | 1 min 32 s 298   |
| 3                                                                                         | Kimi Räikkönen    | Ferrari                           | 1 min 34 s 703   | 1 min 32 s 884   | 1 min 32 s 307   |
| 4                                                                                         | Valtteri Bottas   | Mercedes                          | 1 min 34 s 518   | 1 min 33 s 702   | 1 min 32 s 616   |
| 5                                                                                         | Daniel Ricciardo  | Red Bull-TAG Heuer                | 1 min 34 s 755   | 1 min 34 s 185   | 1 min 33 s 494   |
| 6                                                                                         | Esteban Ocon      | Racing Point Force India-Mercedes | 1 min 34 s 876   | 1 min 34 s 522   | 1 min 34 s 145   |
| 7                                                                                         | Nico Hülkenberg   | Renault                           | 1 min 34 s 932   | 1 min 34 s 564   | 1 min 34 s 215   |
| 8                                                                                         | Romain Grosjean   | Haas-Ferrari                      | 1 min 34 s 892   | 1 min 34 s 419   | 1 min 34 s 250   |
| 9                                                                                         | Charles Leclerc   | Sauber-Ferrari                    | 1 min 35 s 069   | 1 min 34 s 255   | 1 min 34 s 430   |
| 10                                                                                        | Sergio Pérez      | Racing Point Force India-Mercedes | 1 min 35 s 193   | 1 min 34 s 525   | 1 min 34 s 594   |
| 11                                                                                        | Carlos Sainz Jr.  | Renault                           | 1 min 34 s 891   | 1 min 34 s 556   |                  |
| 12                                                                                        | Kevin Magnussen   | Haas-Ferrari                      | 1 min 34 s 792   | 1 min 34 s 732   |                  |
| 13                                                                                        | Pierre Gasly      | Toro Rosso-Honda                  | 1 min 34 s 850   | Pas de temps     |                  |
| 14                                                                                        | Brendon Hartley   | Toro Rosso-Honda                  | 1 min 35 s 206   | Pas de temps     |                  |
| 15                                                                                        | Max Verstappen    | Red Bull-TAG Heuer                | 1 min 34 s 766   | Pas de temps     |                  |
| 16                                                                                        | Fernando Alonso   | McLaren-Renault                   | 1 min 35 s 294   |                  |                  |
| 17                                                                                        | Sergey Sirotkin   | Williams-Mercedes                 | 1 min 35 s 362   |                  |                  |
| 18                                                                                        | Lance Stroll      | Williams-Mercedes                 | 1 min 35 s 480   |                  |                  |
| 19                                                                                        | Marcus Ericsson   | Sauber-Ferrari                    | 1 min 35 s 536   |                  |                  |
| 20                                                                                        | Stoffel Vandoorne | McLaren-Renault                   | 1 min 35 s 735   |                  |                  |
| Temps minimal à réaliser pour la qualification : 1 min 40 s 719 (107 % de 1 min 34 s 130) |                   |                                   |                  |                  |                  |

### Grille de départ
- Sebastian Vettel, auteur du deuxième temps des qualifications, est pénalisé d'un recul de trois places sur la grille de départ pour ne pas avoir suffisamment ralenti sous drapeau rouge lors de la première séance d'essais libres ; il s'élance de la cinquième place[10].
- Max Verstappen, auteur du quinzième temps des qualifications, est pénalisé d'un recul de cinq places sur la grille de départ pour le changement de sa boîte de vitesses consécutif à son incident en qualifications. Compte-tenu des pénalités infligées aux pilotes Toro Rosso, il s'élance de la dix-huitième place[11].
- Pierre Gasly, auteur du treizième temps des qualifications, est pénalisé d'un recul de trente-cinq places après l'installation de ses septièmes moteur, turbocompresseurs et MGU-H et de son sixième MGU-K, les trois premiers éléments étant limités à trois pour la saison et le dernier à deux ; il s'élance de la dix-neuvième place[12].
- Brendon Hartley, auteur du quatorzième temps des qualifications, est pénalisé d'un recul de trente-cinq places places après l'installation de ses huitièmes moteur, turbocompresseurs et MGU-H et de son septième MGU-K. Brendon Hartley a débuté le weekend avec un moteur déjà utilisé remplacé le vendredi soir par un moteur neuf ; il est ensuite pénalisé d'un recul de cinq places supplémentaires après le changement de sa boîte de vitesses et s'élance de la vingtième et dernière place[13],[14].

## Course

### Classement de la course
| Pos. | no | Pilote            | Écurie                            | Tours | Temps/Abandon                            | Grille | Points |
| ---- | -- | ----------------- | --------------------------------- | ----- | ---------------------------------------- | ------ | ------ |
| 1    | 7  | Kimi Räikkönen    | Ferrari                           | 56    | 1 h 34 min 18 s 643 (196,206 km/h)       | 2      | 25     |
| 2    | 33 | Max Verstappen    | Red Bull-TAG Heuer                | 56    | + 1 s 281                                | 18     | 18     |
| 3    | 44 | Lewis Hamilton    | Mercedes                          | 56    | + 2s 432                                 | 1      | 15     |
| 4    | 5  | Sebastian Vettel  | Ferrari                           | 56    | + 18 s 222                               | 5      | 12     |
| 5    | 77 | Valtteri Bottas   | Mercedes                          | 56    | + 24 s 744                               | 3      | 10     |
| 6    | 27 | Nico Hülkenberg   | Renault                           | 56    | + 1 min 27 s 210                         | 7      | 8      |
| 7    | 55 | Carlos Sainz Jr.  | Renault                           | 56    | + 1 min 34 s 884                         | 11     | 6      |
| 8    | 11 | Sergio Pérez      | Racing Point Force India-Mercedes | 56    | + 1 min 41 s 080                         | 10     | 4      |
| 9    | 28 | Brendon Hartley   | Toro Rosso-Honda                  | 55    | + 1 tour                                 | 20     | 2      |
| 10   | 9  | Marcus Ericsson   | Sauber-Ferrari                    | 55    | + 1 tour                                 | 16     | 1      |
| 11   | 2  | Stoffel Vandoorne | McLaren-Renault                   | 55    | + 1 tour                                 | 17     |        |
| 12   | 10 | Pierre Gasly      | Toro Rosso-Honda                  | 55    | + 1 tour                                 | 19     |        |
| 13   | 35 | Sergey Sirotkin   | Williams-Mercedes                 | 55    | + 1 tour                                 | 14     |        |
| 14   | 18 | Lance Stroll      | Williams-Mercedes                 | 54    | + 2 tours                                | 15     |        |
| Dsq. | 31 | Esteban Ocon      | Racing Point Force India-Mercedes | 56    | Débit de carburant supérieur à la limite | 6      |        |
| Dsq. | 20 | Kevin Magnussen   | Haas-Ferrari                      | 56    | Consommation d'essence trop élevée       | 12     |        |
| Abd. | 16 | Charles Leclerc   | Sauber-Ferrari                    | 31    | Dégâts à la suite d'un accrochage        | 9      |        |
| Abd. | 3  | Daniel Ricciardo  | Red Bull-TAG Heuer                | 8     | Batterie                                 | 4      |        |
| Abd. | 8  | Romain Grosjean   | Haas-Ferrari                      | 2     | Accrochage                               | 8      |        |
| Abd. | 14 | Fernando Alonso   | McLaren-Renault                   | 1     | Accrochage                               | 13     |        |

### Pole position et record du tour
- Pole position :  Lewis Hamilton (Mercedes) en 1 min 32 s 237 (215,172 km/h)[16].
- Meilleur tour en course :  Lewis Hamilton (Mercedes) en 1 min 37 s 392 (203,783 km/h) au quarantième tour[17].

### Tours en tête
- Kimi Räikkönen (Ferrari) : 39 tours (1-10 / 12-21 / 38-56)[18]
- Lewis Hamilton (Mercedes) : 17 tours (11 / 22-37)

## Classements généraux à l'issue de la course
| Pos. | Pilote            | Écurie                            | Points |
| ---- | ----------------- | --------------------------------- | ------ |
| 1    | Lewis Hamilton    | Mercedes                          | 346    |
| 2    | Sebastian Vettel  | Ferrari                           | 276    |
| 3    | Kimi Räikkönen    | Ferrari                           | 221    |
| 4    | Valtteri Bottas   | Mercedes                          | 217    |
| 5    | Max Verstappen    | Red Bull-TAG Heuer                | 191    |
| 6    | Daniel Ricciardo  | Red Bull-TAG Heuer                | 146    |
| 7    | Nico Hülkenberg   | Renault                           | 61     |
| 8    | Sergio Pérez      | Racing Point Force India-Mercedes | 57     |
| 9    | Kevin Magnussen   | Haas-Ferrari                      | 53     |
| 10   | Fernando Alonso   | McLaren-Renault                   | 50     |
| 11   | Esteban Ocon      | Racing Point Force India-Mercedes | 49     |
| 12   | Carlos Sainz Jr.  | Renault                           | 45     |
| 13   | Romain Grosjean   | Haas-Ferrari                      | 31     |
| 14   | Pierre Gasly      | Toro Rosso-Honda                  | 28     |
| 15   | Charles Leclerc   | Sauber-Ferrari                    | 21     |
| 16   | Stoffel Vandoorne | McLaren-Renault                   | 8      |
| 17   | Marcus Ericsson   | Sauber-Ferrari                    | 7      |
| 18   | Lance Stroll      | Williams-Mercedes                 | 6      |
| 19   | Brendon Hartley   | Toro Rosso-Honda                  | 4      |
| 20   | Sergey Sirotkin   | Williams-Mercedes                 | 1      |

| Pos.  | Écurie                            | Points |
| ----- | --------------------------------- | ------ |
| 1     | Mercedes                          | 563    |
| 2     | Ferrari                           | 497    |
| 3     | Red Bull-TAG Heuer                | 337    |
| 4     | Renault                           | 106    |
| 5     | Haas-Ferrari                      | 84     |
| 6     | McLaren-Renault                   | 58     |
| 7     | Racing Point Force India-Mercedes | 47     |
| 8     | Toro Rosso-Honda                  | 32     |
| 9     | Sauber-Ferrari                    | 27     |
| 10    | Williams-Mercedes                 | 7      |
| Exclu | Force India-Mercedes              | 59     |

## Statistiques

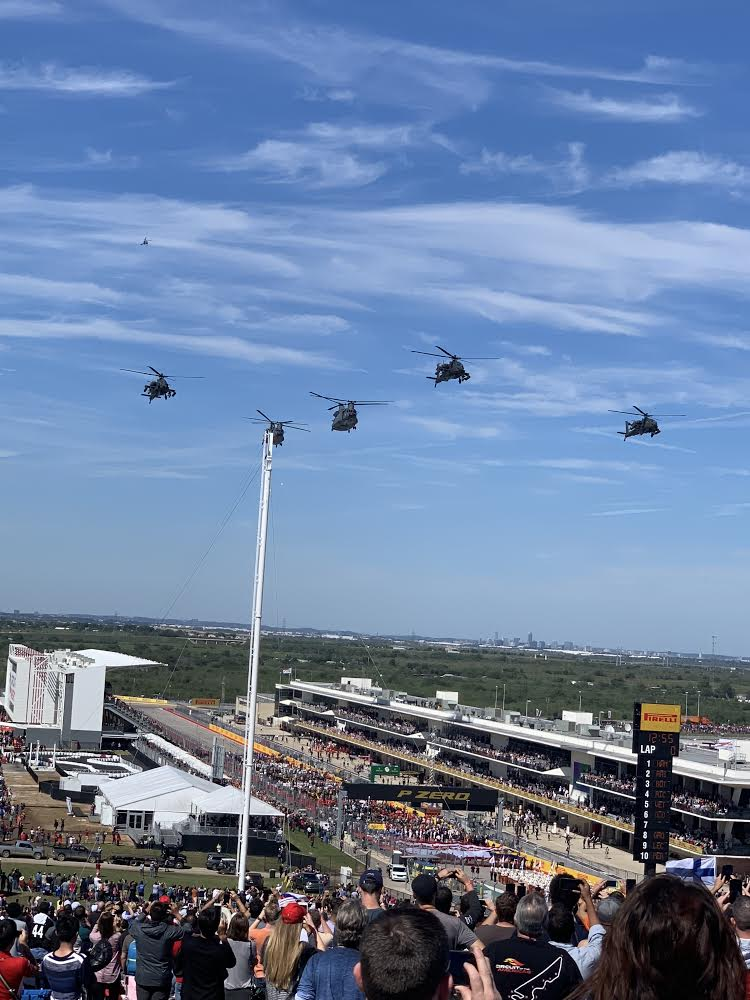
Trois AH-64D et deux Boeing CH-47 Chinook de l'Armée de l'air royale néerlandaise avant le départ du Grand Prix automobile des États-Unis 2018.

Le Grand Prix des États-Unis 2018 représente :
- la 81e pole position de Lewis Hamilton, sa neuvième de la saison et sa quatrième au Grand Prix des États-Unis[21] ;
- la 21e et dernière victoire de sa carrière pour Kimi Räikkönen, sa dixième pour Ferrari et sa seule depuis son retour au sein de l'écurie de Maranello en 2014, soit 179 courses le séparant de son succès au Grand Prix de Belgique 2009[22] ;
- la 235e victoire pour Ferrari en tant que constructeur[23] ;
- la 236e victoire pour Ferrari en tant que motoriste[24].

Au cours de ce Grand Prix :
- Kimi Räikkönen, avec 21 victoires, devient le pilote finlandais le plus victorieux en Formule 1, devant Mika Hakkinen (20 succès)[25] ;
- Kimi Räikkönen met un terme à une série de 114 Grands Prix sans victoire ; son précédent succès remontait au Grand Prix automobile d'Australie 2013 sur Lotus-Renault, il s'agit d'un nouveau record puisqu'il devance désormais  Riccardo Patrese, 98 courses entre deux victoires[26],[27] ;
- Avec un intervalle de 15 ans, 6 mois et 28 jours entre sa première et sa dernière victoire, Kimi Räikkönen établit un nouveau record en la matière ; il devance Michael Schumacher et Alain Prost[28] ;
- Sebastian Vettel passe la barre des 2 700 points inscrits en Formule 1 (2 701 points inscrits)[29] ;
- Max Verstappen passe la barre des 600 points inscrits en Formule 1 (612 points inscrits)[30] ;
- Max Verstappen est élu « Pilote du jour » à l'issue d'un vote organisé sur le site officiel de la Formule 1[31] ;
- Derek Warwick (146 départs en Grands Prix de Formule 1 dont deux meilleurs tours en course et quatre podiums, vainqueur des 24 Heures du Mans 1992) a été nommé par la FIA conseiller pour aider dans leurs jugements le groupe des commissaires de course[32].